# Phacellaria malayana
Phacellaria malayana är en tvåhjärtbladig växtart som beskrevs av Ridley. Phacellaria malayana ingår i släktet Phacellaria och familjen Amphorogynaceae. Inga underarter finns listade i Catalogue of Life.